# Dipsastraea maritima
Espèce
Dipsastraea maritima est une espèce de coraux appartenant à la famille des Merulinidae.